# 吉普恰克清真寺
土库曼巴希鲁希清真寺，又称吉普恰克清真寺，是土库曼斯坦的一座清真寺，位于阿什哈巴德市中心以西约7公里处吉普恰克村、M37公路边上。吉普恰克也是已故总统「土库曼巴希」萨帕尔穆拉特·阿塔耶维奇·尼亚佐夫的故乡。吉普恰克清真寺总占地36公顷，其中25公顷为绿化带。园区内种植着来自意大利、西班牙等国的各类植物。

## 概要

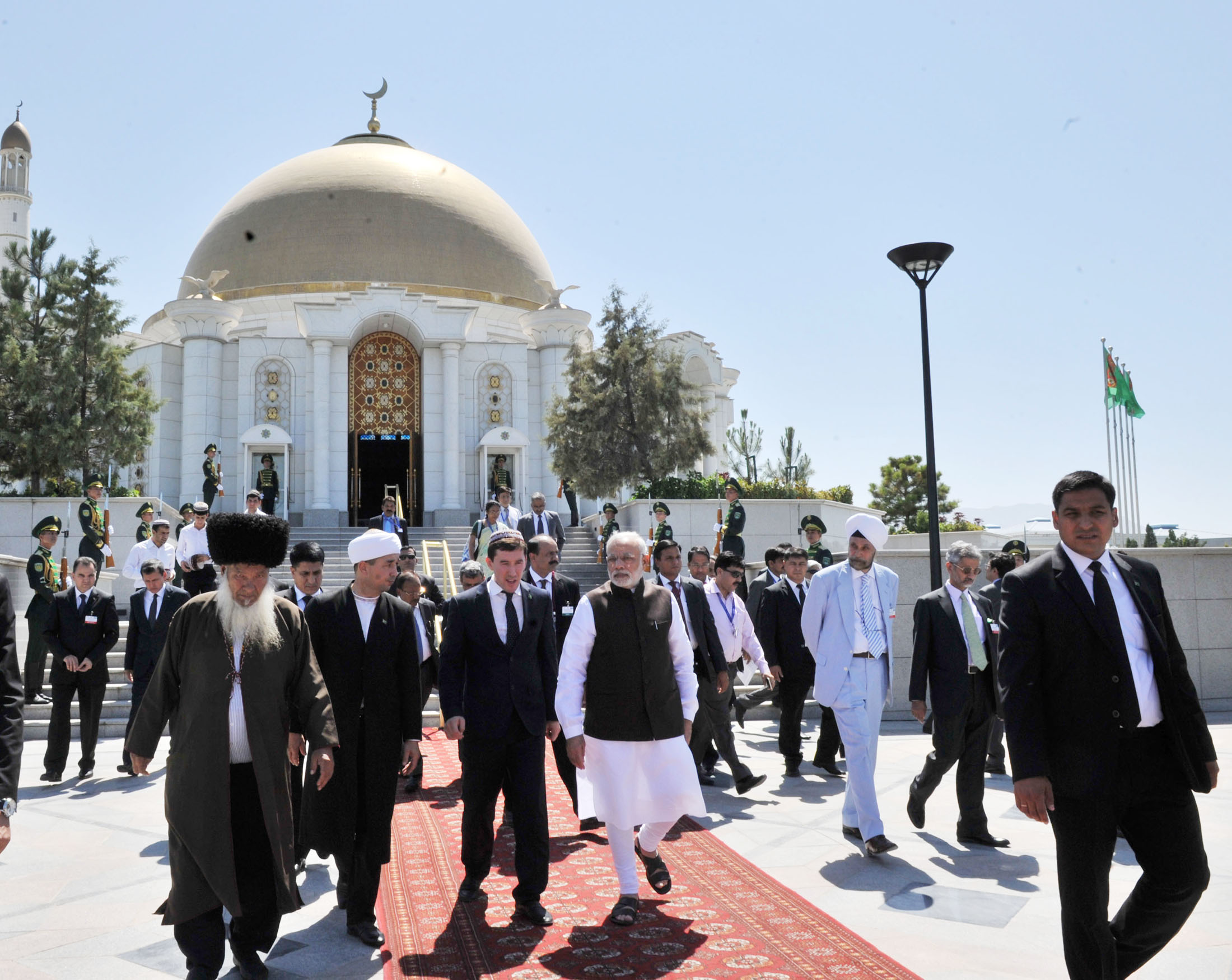
土庫曼巴希陵寢

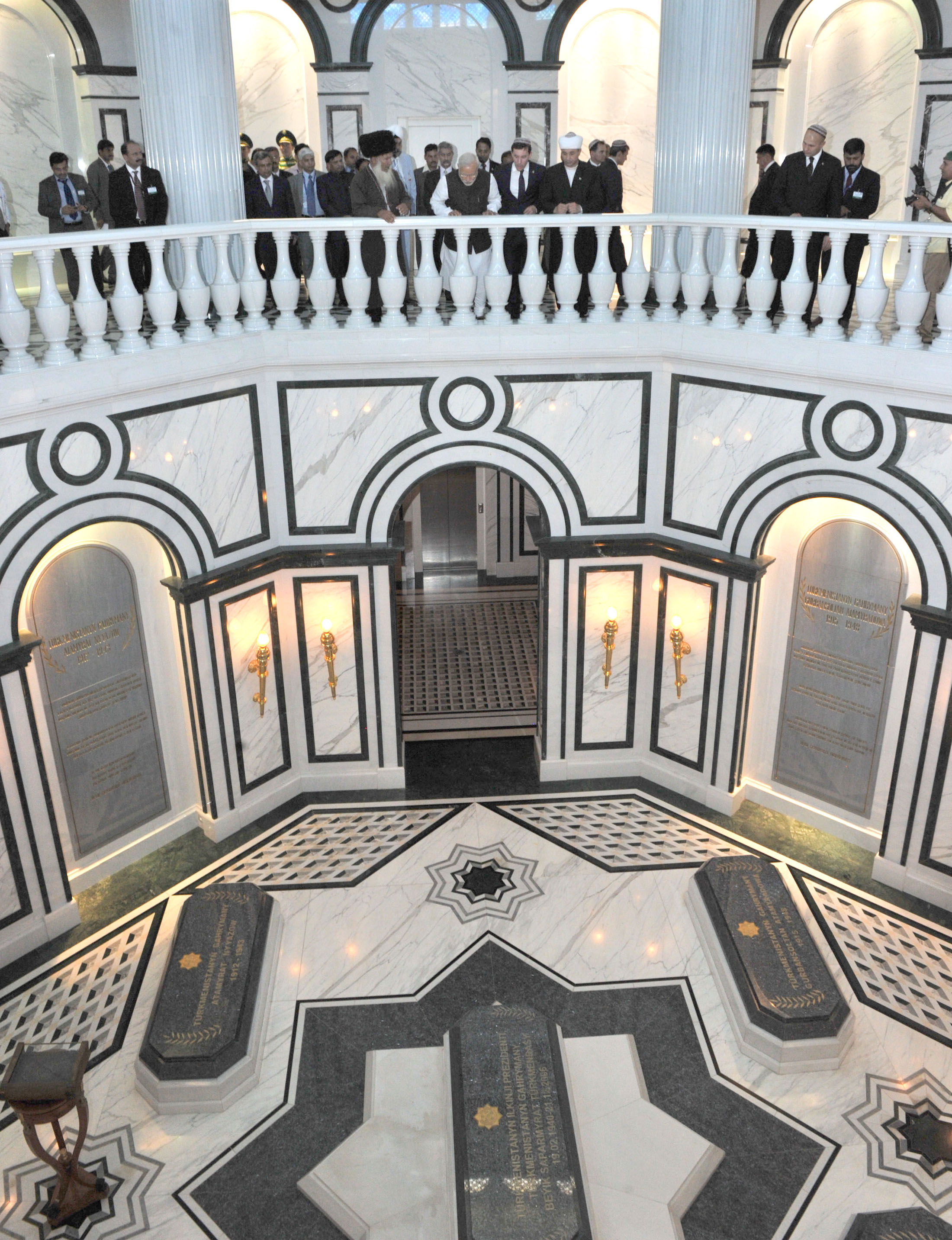
陵寢內的尼亞佐夫棺柩

2002年秋，在土总统尼亚佐夫亲自倡议下，由法国布依格公司承建，造价约8600万美元。于2004年10月22日开放，寺内还建有为尼亚佐夫准备的陵寢，陵墓內有五具石棺，尼亞佐夫的父親阿塔穆拉特·尼亞佐夫、母親古尔班索尔坦·埃杰以及在1948年阿什哈巴德地震中喪生的兩個兄弟安葬於四周，正中央的石棺保留給「土庫曼巴希」尼亞佐夫本人。2006年12月21日尼亚佐夫死后，于該年12月24日被安葬在陵寢内。
该寺除正门外，另设7个入口，每个入口前均建有拱门，拱门以梯形瀑布相隔。主寺外的4个宣礼塔高度为91米，象征着土库曼斯坦于1991年获得国家独立。可同时接纳10,000名信徒（7000名男性和3000名女性）。根据土库曼斯坦总统的指示，清真寺设计的建造特别考虑了信徒和参观者的需要，安装了大功率的空调和地板加热系统。寺内地面铺着八角星图案、面积为215平方米的巨型地毯，墙壁四周雕刻着《古兰经》经典名句和尼亚佐夫总统所著《鲁赫纳玛》语录。然而正如《鲁赫纳玛》一样，这座清真寺也一直处于争议的中心。寺内还建有可容纳5000人洗礼和举行其它宗教仪式的专用厅堂。地下停车场可容纳100辆公共汽车和400辆轿车。

该陵寢通常会有外国领导人来定期拜谒。